# Maria Wern, Kripo Gotland
Maria Wern, Kripo Gotland (Originaltitel: Maria Wern) ist eine schwedische Krimiserie, die 2008 begonnen hat, und die auf den Kriminalromanen der schwedischen Schriftstellerin Anna Jansson um die Polizistin Maria Wern beruht. Eva Röse spielt die Hauptrolle. Bis 2018 wurden vom schwedischen Fernsehsender TV4 38 Episoden erstausgestrahlt. Abgesehen von den ersten vier Episoden, die eine Romanverfilmung darstellen, bilden je zwei Episoden einen Ermittlungsfall der Protagonistin. Ebenfalls abgesehen von den ersten vier Episoden, die auf Deutsch bislang nicht veröffentlicht wurden, erfolgte die deutschsprachige Erstausstrahlung im Ersten stets als anderthalbstündiger Fernsehfilm.

## Die Figur Maria Wern
Die Kriminalkommissarin Maria Wern muss erleben, wie ihr Mann Christer Wern auf tragische Weise ums Leben kommt. Die nun verwitwete und alleinstehende  Mutter von zwei Kindern lässt sich daraufhin vom schwedischen Festland auf die abgeschiedene Insel Gotland versetzen. Normalerweise befasst sich dort die ansässige Polizei maximal mit kleinen Delikten, wie z. B. Trunkenheit am Steuer oder mit  Ladendiebstählen. Sie erhofft sich, dadurch etwas Ruhe zu finden und es im Polizeidienst nur noch mit einfachen Bagatelldelikten zu tun zu bekommen. Doch das Gegenteil tritt ein. Stattdessen wird sie mit Verbrechen, die selbst vor ihrer Familie nicht haltmachen, konfrontiert sowie mit spektakulären Fällen und mehreren Morden, die sie und ihre ganze Polizeidienststelle herausfordern. Durch ihren alltagsbezogenen Spürsinn und ihren kontinuierlichen Ehrgeiz kann sie die schwierigen Fälle lösen und der Gerechtigkeit zum Sieg verhelfen.

## Veröffentlichung und Episodenliste
TV4 strahlte die Serie stets in 45-minütigen Episoden aus. Die erste Romanverfilmung besteht aus vier solchen Episoden und wurde auf Youtube unter dem Titel "Das Geheimnis der toten Vögel (2008)" in vier Teilen in der Originalsprache mit deutschen Untertiteln veröffentlicht. Alle weiteren Verfilmungen bzw. Fälle bestehen in der schwedischen Fernseh-Originalfassung aus zwei Episoden, welche in der deutschen Synchronfassung einen Fernsehfilm darstellen. Die Episoden 9 bis 22 erschienen bereits vor ihrer schwedischen Fernseh-Erstausstrahlung auf DVD, ebenfalls in Form von Spielfilmen. Zumindest die fünfte Staffel wurde bereits vor ihrer deutschen und schwedischen Erstausstrahlung im dänischen Fernsehen ausgestrahlt.
Die deutsch synchronisierten Filme 1 bis 7 erschienen 2013 und 2014 außerdem auf DVD, und zwar als Staffel-Boxen 1 und 2.
| Schwedische Erstveröffentlichung | Schwedische Erstveröffentlichung | Schwedische Erstveröffentlichung | Schwedische Erstveröffentlichung | Schwedische Erstveröffentlichung | Schwedische Erstveröffentlichung | Deutschsprachige Erstausstrahlung (Das Erste) | Deutschsprachige Erstausstrahlung (Das Erste) | Deutschsprachige Erstausstrahlung (Das Erste) |
|                                  |                                  |                                  | Erstausstrahlung TV4             | Erstausstrahlung TV4             | DVD                              | Deutschsprachige Erstausstrahlung (Das Erste) | Deutschsprachige Erstausstrahlung (Das Erste) | Deutschsprachige Erstausstrahlung (Das Erste) |
| Staffel                          | Episoden                         | Schwed. Originaltitel            | Erste Ep.                        | Zweite Ep.                       | Beide Ep.                        | Film                                          | Deutscher Titel                               | Datum                                         |
| -------------------------------- | -------------------------------- | -------------------------------- | -------------------------------- | -------------------------------- | -------------------------------- | --------------------------------------------- | --------------------------------------------- | --------------------------------------------- |
| 1                                | 1, 2                             | Främmande fågel                  | 16. Sep. 2008                    | 23. Sep. 2008                    |                                  |                                               |                                               |                                               |
| 1                                | 3, 4                             | Främmande fågel                  | 30. Sep. 2008                    | 7. Okt. 2008                     |                                  |                                               |                                               |                                               |
| 2                                | 5, 6                             | Stum sitter guden                | 24. Nov. 2010                    | 1. Dez. 2010                     |                                  | 1                                             | Und die Götter schweigen                      | 14. Aug. 2011                                 |
| 2                                | 7, 8                             | Alla de stillsamma döda          | 8. Dez. 2010                     | 15. Dez. 2010                    |                                  | 2                                             | Totenwache                                    | 21. Aug. 2011                                 |
| 3                                | 9, 10                            | Drömmar ur snö                   | 12. März 2012                    | 19. März 2012                    | 22. Juni 2011                    | 3                                             | Schneeträume                                  | 28. Aug. 2011                                 |
| 3                                | 11, 12                           | Må döden sova                    | 26. März 2012                    | 2. Apr. 2012                     | 20. Juli 2011                    | 4                                             | Es schlafe der Tod                            | 26. Dez. 2011                                 |
| 3                                | 13, 14                           | Svart fjäril                     | 27. Aug. 2013                    | 28. Aug. 2013                    | 17. Aug. 2011                    | 5                                             | Schwarze Schmetterlinge                       | 1. Jan. 2012                                  |
| 3                                | 15, 16                           | Pojke försvunnen                 | 3. Sep. 2013                     | 4. Sep. 2013                     | 14. Sep. 2011                    | 6                                             | Kinderspiel                                   | 2. Jan. 2012                                  |
| 3                                | 17, 18                           | Inte ens det förflutna           | 7. Jan. 2014                     | 8. Jan. 2014                     | 21. Nov. 2012                    | 7                                             | Die Insel der Puppen                          | 5. Jan. 2012                                  |
| 4                                | 19, 20                           | Drömmen förde dig vilse          | 20. Mai 2014                     | 21. Mai 2014                     | 11. Dez. 2013                    | 8                                             | Stille Wasser                                 | 28. Dez. 2014                                 |
| 4                                | 21, 22                           | Först när givaren är död         | 26. Mai 2014                     | 27. Mai 2014                     | 11. Dez. 2013                    | 9                                             | Vermächtnis                                   | 29. Dez. 2014                                 |
| 5                                | 23, 24                           | Min lycka är din                 | 16. März 2016                    | 23. März 2016                    |                                  | 10                                            | Sommerrausch                                  | 1. Jan. 2016                                  |
| 5                                | 25, 26                           | De döda tiger                    | 30. März 2016                    | 6. Apr. 2016                     |                                  | 11                                            | Das Opfer                                     | 3. Jan. 2016                                  |
| 6                                | 27, 28                           | Dit ingen når                    | 13. Apr. 2016                    | 20. Apr. 2016                    |                                  | 12                                            | Vergeltung                                    | 13. Apr. 2017                                 |
| 6                                | 29, 30                           | Smutsiga avsikter                | 27. Apr. 2016                    | 4. Mai 2016                      |                                  | 13                                            | Eine andere Welt                              | 16. Apr. 2017                                 |
| 7                                | 31, 32                           | Den eld som brinner              | 22. Aug. 2018                    | 29. Aug. 2018                    |                                  | 14                                            | Tödliche Leidenschaft                         | 26. Dez. 2018                                 |
| 7                                | 33, 34                           | Ringar på vattnet                | 5. Sep. 2018                     | 12. Sep. 2018                    |                                  | 15                                            | In der Tiefe                                  | 30. Dez. 2018                                 |
| 7                                | 35, 36                           | Viskningar i vinden              | 19. Sep. 2018                    | 26. Sep. 2018                    |                                  | 16                                            | Bedrohung                                     | 1. Jan. 2019                                  |
| 7                                | 37, 38                           | Jord ska du åter vara            | 3. Okt. 2018                     | 10. Okt. 2018                    |                                  | 17                                            | Wunden                                        | 6. Jan. 2019                                  |
| 8                                | 39, 40                           | Fienden ibland oss               |                                  |                                  |                                  | 18                                            | Sturmfront                                    | 20. Dez. 2020                                 |
| 8                                | 41, 42                           | En orättvis rättvisa             |                                  |                                  |                                  | 19                                            | Schutzlos                                     | 26. Dez. 2020                                 |
| 8                                | 43, 44                           | Ondskans djupa rot               |                                  |                                  |                                  | 20                                            | Raues Land                                    | 27. Dez. 2020                                 |
| 8                                | 45, 46                           | Som skuggor                      |                                  |                                  |                                  | 21                                            | Im Schatten                                   | 1. Jan. 2021                                  |
| 9                                | 47, 48                           | Vinna eller försvinna            | 29. Aug. 2023                    | 30. Aug. 2023                    |                                  | 22                                            | Tödliches Spiel                               | 26. Dez. 2023                                 |
| 9                                | 49, 50                           | Jacqueline                       | 5. Sep. 2023                     | 6. Sep. 2023                     |                                  | 23                                            | Freier Fall                                   | 28. Dez. 2023                                 |
| 9                                | 51, 52                           | Plats 89                         | 12. Sep. 2023                    | 13. Sep. 2023                    |                                  | 24                                            | Mittsommer                                    | 1. Jan. 2024                                  |
| 9                                | 53, 54                           | Ett tidigare liv                 | 19. Sep. 2023                    | 20. Sep. 2023                    |                                  | 25                                            | Schatten der Vergangenheit                    | 7. Jan. 2024                                  |

## Auszeichnungen
- 2009: Nominierung als Bestes Fernsehdrama für den Kristallen